# Herrenhausen-Stöcken
Herrenhausen-Stöcken ([hɛʁənhaʊ̯zən ʃtœkən] ⓘ) ist der 12. Stadtbezirk in der niedersächsischen Landeshauptstadt Hannover. Er hat 37.860 Einwohner (18.600 Frauen und 19.260 Männer) und besteht aus den Stadtteilen Burg (3.753 Einwohner), Herrenhausen (8.396 Einwohner), Ledeburg und Nordhafen (zusammen 6.502 Einwohner), Leinhausen (3.706 Einwohner), Marienwerder (2.430 Einwohner) und Stöcken (13.073 Einwohner) (Stand: 31. Dezember 2022).

## Burg
Der tropfenförmige Stadtteil Burg wird im Westen umschlossen von der Bahnstrecke Hannover–Celle und im Osten vom Burgweg.
Im Stadtteil lag eine namensgebende Burg, die als Gernandesburg in einer Schenkungsurkunde aus dem Jahre 1274 eine erste Erwähnung fand. Mit ihr übertrug Herzog Johann von Braunschweig-Lüneburg den Wirtschaftshof westlich der Gernandesburg dem Hospital Sankt Spiritus in Hannover. Später war hier ein Meierhof und ab 1864 ein Rittergut der Calenberg-Grubenhagenschen Ritterschaft. Die Stadt Hannover kaufte das Gut 1914 und führte die Landwirtschaft zum Teil weiter.

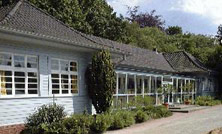
Schulbiologiezentrum in Burg

Die zentrale Nord-Süd-Achse Vinnhorster Weg teilt den Stadtteil in zwei etwa gleich große Hälften. Der westliche Teil ist ein Wohngebiet bebaut überwiegend mit Ein- und Zweifamilienhäusern. Die Straßen sind nach Städten im Harz benannt, weshalb man auch vom Harzer Viertel spricht. Am Harzburger Platz steht die evangelisch-lutherische Zachäuskirche.
Der östliche Teil besteht hauptsächlich aus Kleingärten. Außerdem befinden sich hier das Schulbiologiezentrum, die Freiluftschule Burg sowie die ehemalige Förderschule Paul-Dohrmann-Schule. Verkehrsmäßig wird der Stadtteil durch die S-Bahn-Station Ledeburg (S-Bahn-Linien S4 und S5) und die Üstra-Buslinien erschlossen.

## Herrenhausen

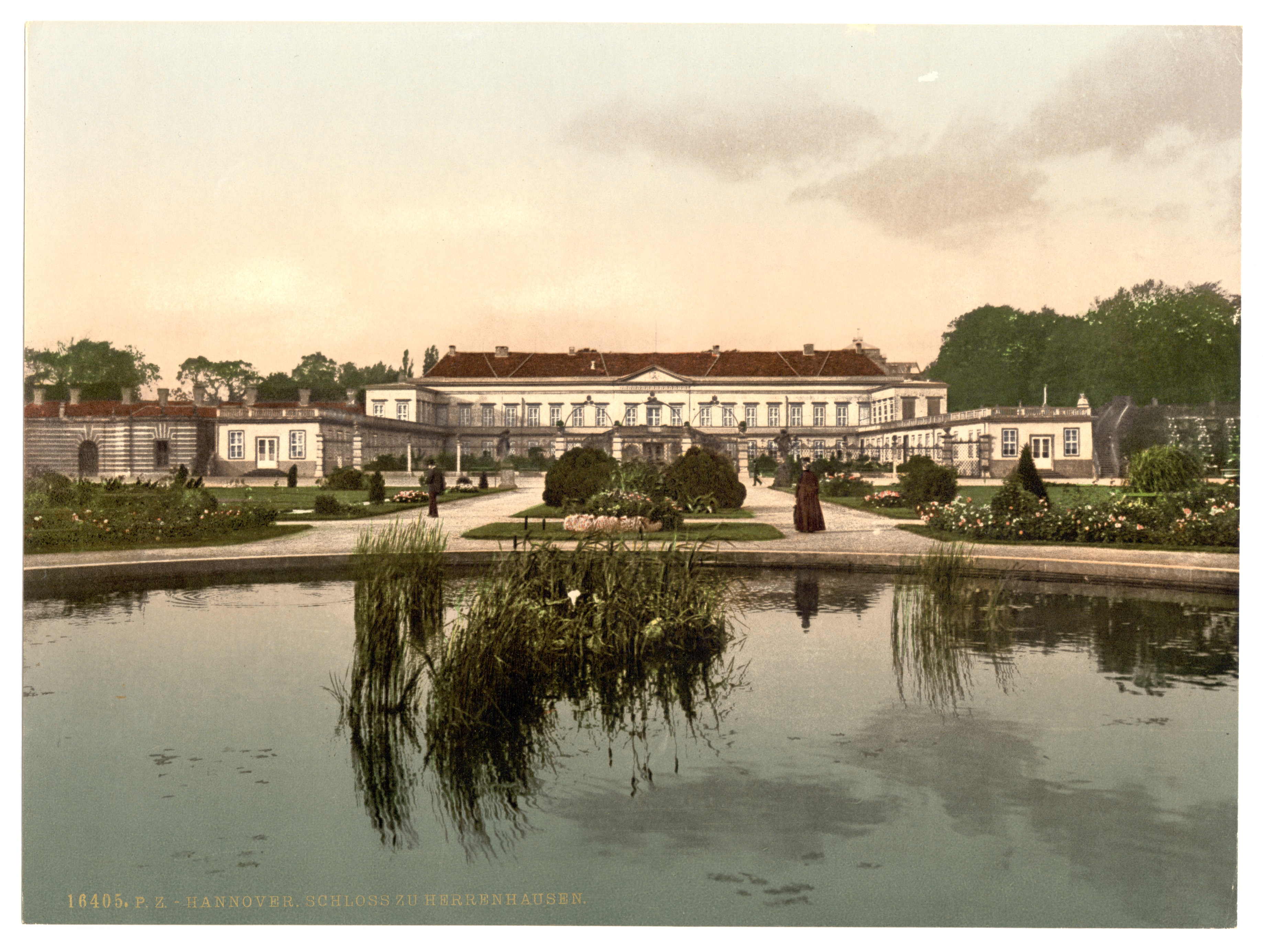
Schloss Herrenhausen um 1895

Herrenhausen liegt zwischen der Bahnstrecke Hannover–Minden im Norden und der Leine im Südwesten, die östliche Grenze bilden die Straßen An der Graft und Franziusweg.
Die Siedlung Hagerinhusen, auf Sanddünen am Maschrand der Leine gelegen, wurde 1216 erstmals urkundlich erwähnt. Zwar nannte die 1943 verbrannte Stiftungsurkunde des Hildesheimer Michaelisklosters das Jahr 1022, sie war jedoch eine Abschrift oder Fälschung aus dem 12. Jahrhundert. Herrenhausens heutiger Name setzte sich ab 1666 durch, er wurde gebildet in Anlehnung an die Sommerresidenz der Welfen, das Schloss Herrenhausen. 1725 wurde der Vertrag von Herrenhausen geschlossen, der die Hohenzollern und die Welfen aneinanderbinden sollte. 1891 wurde die Gemeinde Herrenhausen nach Hannover eingemeindet.
Von den Herrenhäuser Gärten liegen der Große Garten und der Berggarten im Stadtteil, der Georgengarten und der Welfengarten gehören zur Nordstadt. Der Große Garten zählt zu den bedeutendsten Barockgärten in Europa. Im Berggarten befinden sich das tropische Sea-Life-Aquarium im ehemaligen Regenwaldhaus sowie das Welfenmausoleum als Begräbnisstätte der hannoverschen Linie der Welfen. Zu den Gärten gehört die Königliche Gartenbibliothek Herrenhausen.
Im Stadtteil sind Institute der Universität Hannover (Fakultät Architektur und Landschaft sowie Naturwissenschaften) angesiedelt. Des Weiteren befinden sich hier das Gymnasium Goetheschule und die Grundschule Herrenhausen. Seit 1868 wird in der Herrenhäuser Brauerei Bier gebraut, deren bekannteste Sorte das Herrenhäuser Pilsener ist. Das alte Gebäude des Leinhäuser Bahnhofs steht an der Grenze zu Leinhausen und ist heute ein Veranstaltungszentrum. An der Herrenhäuser Straße befindet sich das Kirchenamt der EKD, im Stadtteil ferner die 1904–06 erbaute evangelisch-lutherische Herrenhäuser Kirche sowie das Gemeindezentrum einer evangelisch-reformierten Kirchengemeinde. Das Klärwerk Herrenhausen im Nordwesten des Stadtteils ist für die gesamten Abwässer der Stadt Hannover zuständig.

## Ledeburg

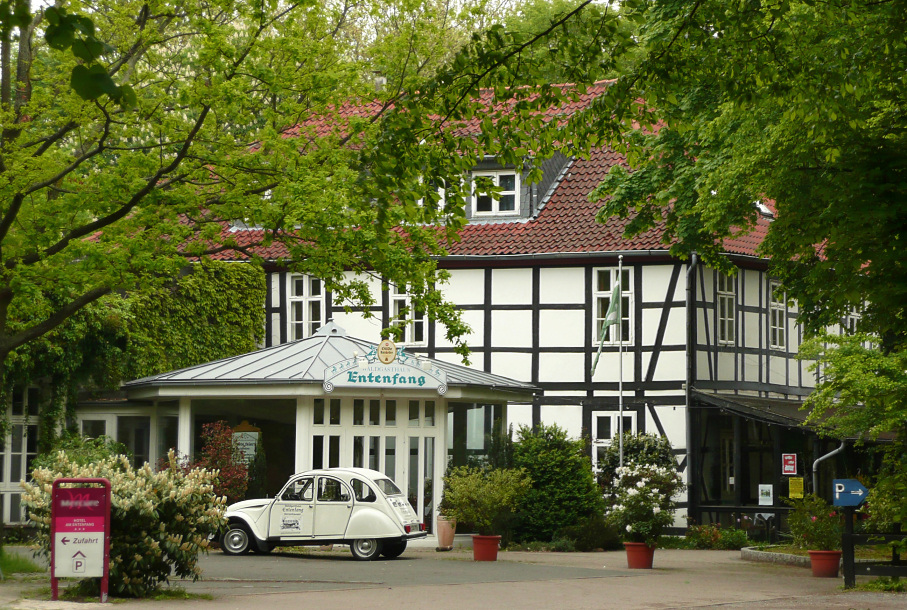
Restaurant Entenfang

Ledeburg ist begrenzt durch die Schulenburger Landstraße und Mecklenheidestraße im Norden, Buschriede und Eichsfelder Straße im Westen und Süden sowie die Bahnstrecke Hannover–Celle im Südosten. Der Stadtteil ist in den 1920er Jahren entstanden und durch Ein- und Mehrfamilienhäuser, Kleingärten und Sportanlagen geprägt.
Im Stadtteil gibt es ein Jugendzentrum. An der S-Bahn-Station Ledeburg halten die S-Bahn-Linien 4 und 5 und schaffen eine Verbindung in das Stadtzentrum sowie nach Langenhagen und zum Flughafen. Zwei Buslinien ergänzen das Nahverkehrsangebot. Am Entenfangweg befand sich das Stahlbauunternehmen Louis Eilers Stahlbau, deren unter Denkmalschutz stehender Wasserturm ein Wahrzeichen des Stadtteils ist. Nördlich des ehemaligen Ausbesserungswerks Leinhausen befindet sich seit 1878 das traditionsreiche Waldgasthaus Entenfang.

## Leinhausen

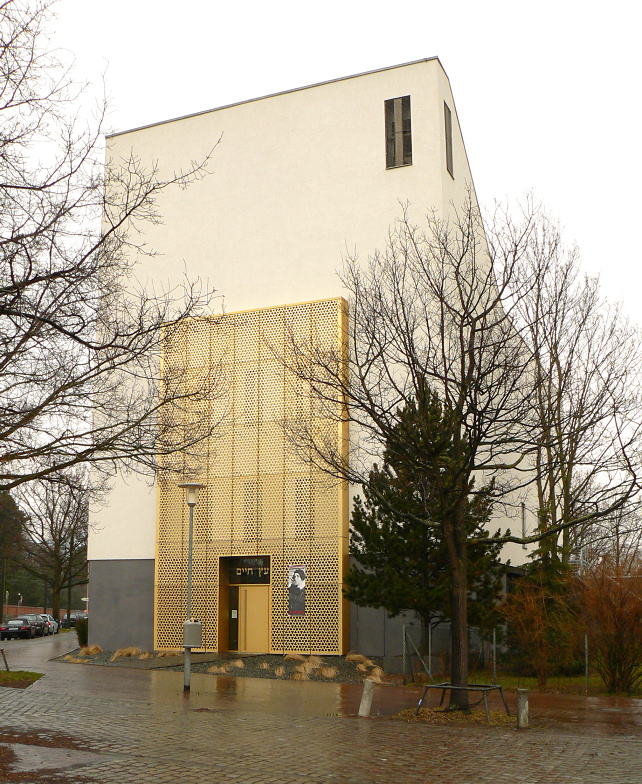
Synagoge der Liberalen Jüdischen Gemeinde

Leinhausen liegt zwischen der Bahnstrecke Hannover–Minden im Süden, der Bahnstrecke Hannover–Celle im Osten, der Eichsfelder Straße im Norden und der Fuhsestraße im Westen. Einer der kleinsten Stadtteile Hannovers entstand um die 1878 gegründete Königlich Preußische Hauptwerkstätte Leinhausen herum für die dortigen Beschäftigten als „Wohncolonie“. Hier wohnten damals nur Eisenbahner. Auf dem Gelände des früheren Ausbesserungswerkes werden seit dem Jahr 2000 die Triebzüge der S-Bahn Hannover gewartet und repariert. Außerdem befindet sich dort der Betriebshof Fuhsestraße der Stadtbahn Hannover.
Nordöstlich des Bahnhofs Leinhausen befindet sich das früher mit Kohle betriebene Kraftwerk Herrenhausen, das von den Stadtwerken Hannover zu einem Heizkraftwerk umgebaut wurde. Von den sechs Schornsteinen des ehemaligen Kohlekraftwerks sind nur noch die Sockel vorhanden. Das heutige Gaskraftwerk ist der benachbarte Block B, der durch seine zylindrische Bauweise auffällt. Es beherbergte eine Zeit lang eine Brennstoffzelle mit einigen Kilowatt Leistung, das Forschungsvorhaben wurde mittlerweile beendet. Von der Leitwarte des Kraftwerks Herrenhausen aus werden auch die regenerativen Erzeugungsanlagen im Stadtwerke-Netzgebiet gesteuert: Leine-Wasserkraftwerk Herrenhausen, Wasserkraftwerk Schneller Graben, Biogasaufbereitungsanlage Ronnenberg, Deponiegasnutzungsanlage Hannover-Lahe, Windkraftanlage Kronsberg sowie mehrere Photovoltaikanlagen.
Im Stadtteil befindet sich die 1958 errichtete katholische Kirche St. Adalbert. Seit 2009 befindet sich die Synagoge der Liberalen Jüdischen Gemeinde in Leinhausen, die im Gebäude einer ehemaligen evangelischen Kirche eingerichtet wurde. An der Elbestraße befindet sich das Leinhäuser Freibad.

## Marienwerder

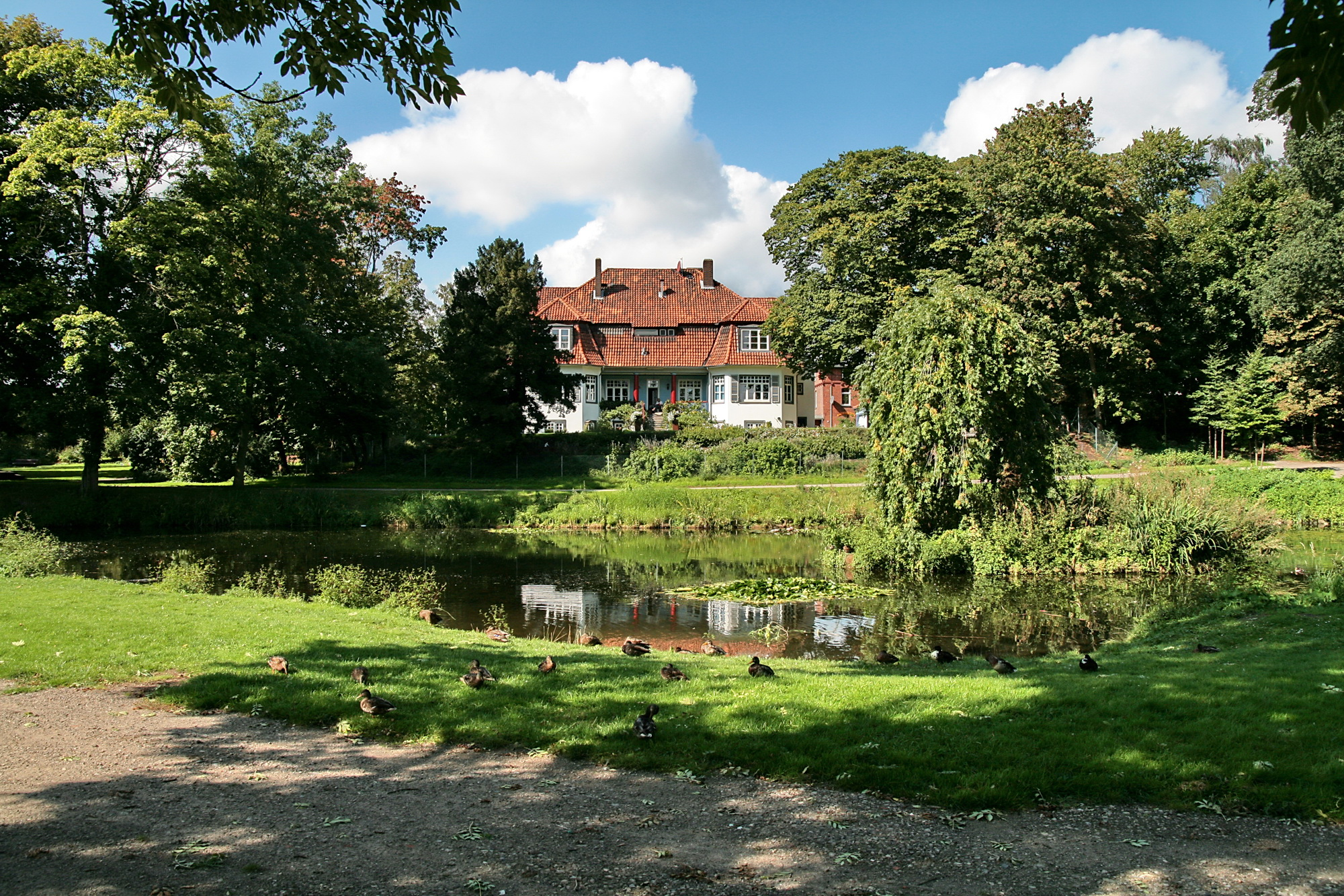
Hinüberscher Garten

Im Nordwesten des Stadtbezirks befindet sich der Stadtteil Marienwerder. Sehenswürdigkeiten sind der Hinübersche Garten und das 1196 gegründete Kloster Marienwerder.
Im Zweiten Weltkrieg bestand in Marienwerder das Konzentrationslager beim Akkumulatorenwerk, ein Außenlager des KZ Neuengamme. Darin waren von 1943 bis 1945 circa 1.800 ausländische Zwangsarbeiter, Kriegsgefangene und Häftlinge aus Konzentrationslagern untergebracht. Sie wurden in Werken der AFA (später VARTA, heute Johnson Controls) unter unmenschlichen Arbeitsbedingungen zur Kriegsproduktion gezwungen und erlitten Bleivergiftungen. Zur Erinnerung wurde 1989 nahe dem ehemaligen Lager ein Mahnmal mit Skulptur und Gedenktafeln aufgestellt.
In den 1990er Jahren wurden im „Wissenschaftspark Marienwerder“ einige Institute angesiedelt, die eng mit der Universität Hannover zusammenarbeiten, wie das Laser Zentrum Hannover. Durch die Stadtbahnlinie 4 ist der Stadtteil mit dem Zentrum sowie mit Garbsen verbunden.

## Nordhafen

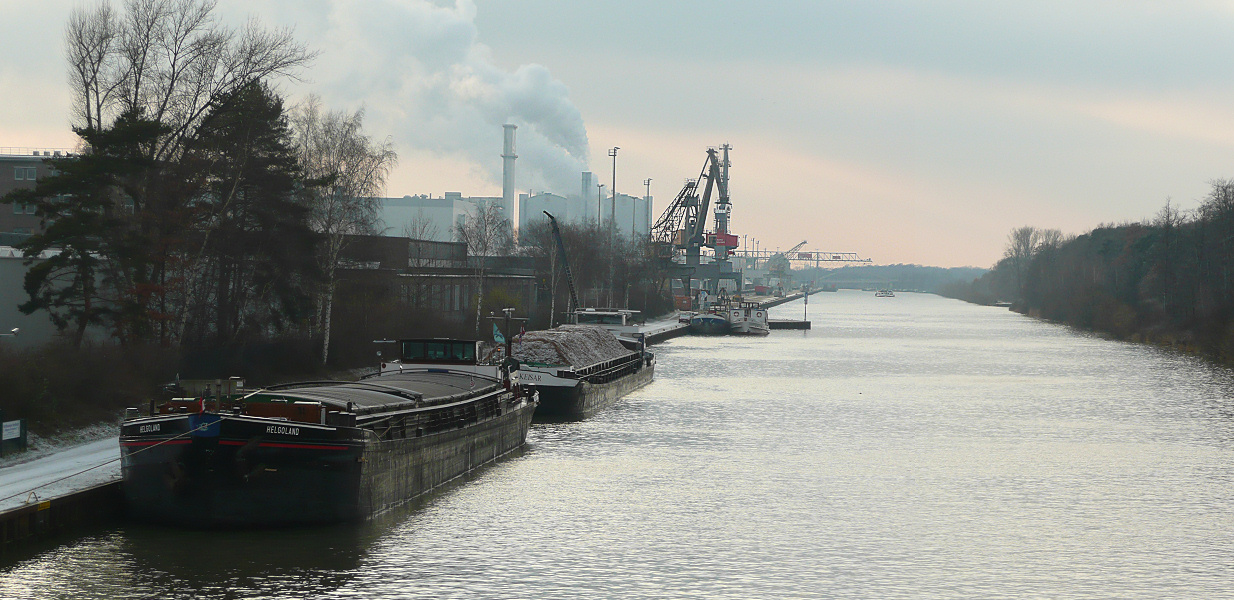
Der Nordhafen am Mittellandkanal

Der Stadtteil ist benannt nach dem am Mittellandkanal liegenden Nordhafen. Er ist begrenzt durch die Stelinger Straße im Westen, die A 2 im Norden und die Schulenburger Landstraße im Osten. Die südliche Grenze verläuft nördlich des VW-Werks ungefähr entlang der Gleise der Hafenbahn.
Im Stadtteil wohnen nur etwa 100 Menschen, der Bereich südlich des Kanals ist geprägt durch Industrie- und Gewerbegebiete. Der 63 ha große Nordhafen ist ein wichtiger Umschlagplatz für den Seehafen-Hinterlandverkehr. Am Endpunkt der Stadtbahnlinie 6 befindet sich eine Park-and-ride-Station.
Nördlich des Mittellandkanals befindet sich das Waldgebiet Mecklenheide, welches flächenmäßig den größten Anteil am Stadtteil hat. Zwischen dem Mecklenheider Forst und der Stelinger Straße entstand auf einer sieben Hektar großen ehemaligen Brachfläche das Projekt Kinderwald. Seit dem Frühjahr 2000 wurden von Kindern und Jugendlichen, unterstützt von Eltern und städtischen Mitarbeitern, 1.500 Bäume und Sträucher gepflanzt. Das Gelände dient als Spiel-, Entspannungs- und Naturraum.

## Stöcken

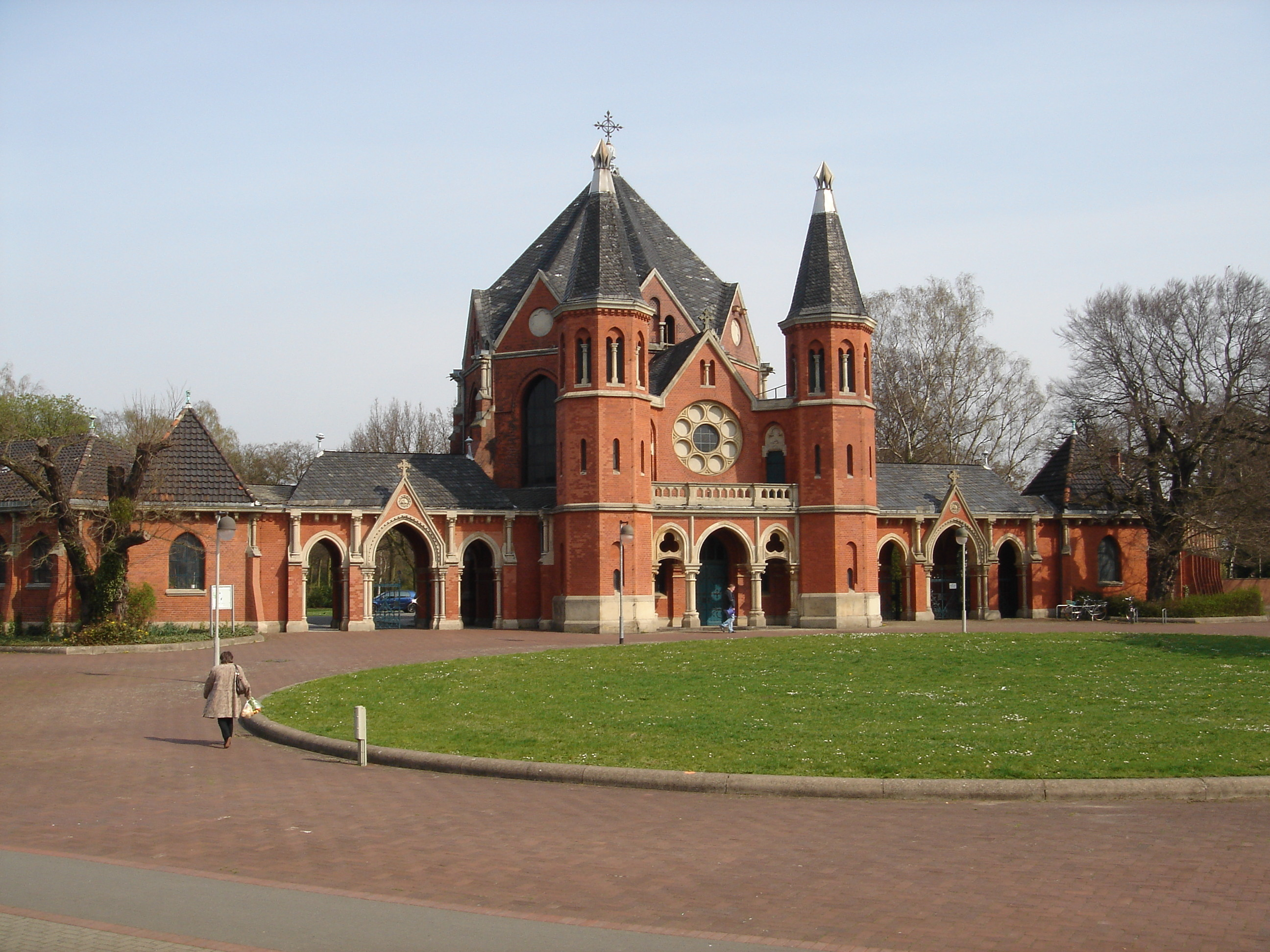
Stadtfriedhof Stöcken

Ein großer Teil Stöckens besteht aus drei- bis viergeschossiger Wohnbebauung mit großen Grünflächen, welche in der Nachkriegszeit entstanden sind. Zu den Straßen zählt Am Stöckener Bach. Die größten Unternehmen sind das Volkswagenwerk Hannover und die Continental AG. Einer der größten Friedhöfe Hannovers ist der Stadtfriedhof Stöcken. Im Stadtteil befinden sich die Feuer- und Rettungswache 2 der hannoverschen Berufsfeuerwehr und die Sami-Moschee. Die evangelisch-lutherische Corvinuskirche und die katholische St.-Christophorus-Kirche wurden 2012 bzw. 2019 geschlossen, so dass sich heute keine christliche Kirche mehr in Stöcken befindet.
Zum Stadtteil Stöcken gehört das Siedlungsgebiet Schwarze Heide, das als einziges Wohngebiet des Stadtbezirks nördlich der A 2 liegt.

## Stadtbezirksrat
Der Stadtbezirksrat für den Stadtbezirk Herrenhausen-Stöcken besteht aus 19 gewählten Mitgliedern. In seiner konstituierenden Sitzung am 11. November 2021 wählte der Stadtbezirksrat den 23-jährigen Lukas Mönkeberg (SPD) für eine Wahlperiode von fünf Jahren zum Bezirksbürgermeister.
Der Stadtbezirksrat tagt etwa achtmal im Jahr öffentlich, in der Regel in einer Einrichtung in seinem Stadtbezirk. Diese Sitzungen beginnen mit einer Bürgerfragestunde. Die Sitzverteilung, die Mitglieder des Stadtbezirksrates und ihre Erreichbarkeit sind auf der Webseite Hannover.de dargestellt.
Die Stadt Hannover hat in ihrer Hauptsatzung von der Möglichkeit des Niedersächsischen Kommunalverfassungsgesetzes Gebrauch gemacht, dass die Mitglieder des Rates, deren Wahlbereich ganz oder teilweise im jeweiligen Stadtbezirk liegt oder die dort wohnen, dem Stadtbezirksrat mit beratender Stimme angehören.
Wahl 2021
Bei der Kommunalwahl vom 12. September 2021 blieb die SPD stärkste Partei und erhielt 6 Sitze. Bündnis 90/Die Grünen bekamen 4 Sitze. Die CDU erreichte 4 Sitze. Die AfD bekam 1 Sitz. FDP, Die Linke und die PARTEI erzielten je einen Sitz. Von den 19 gewählten Mitgliedern des Bezirksrates sind sechs Frauen (Grüne drei, SPD zwei sowie CDU eine).
Wahlen 2016
Bei den Wahlen 2016 wurde die SPD mit 37,9 % der Stimmen wieder die stärkste Partei, ihr folgte die CDU mit 24,7 % und die Partei Bündnis 90/Die Grünen mit 12,3 %. Die Linke erreichte 9,2 %, die Piraten 5,6 %, die FDP 5,5 % und die ASH 3,7 %.

## Bevölkerungsentwicklung
- Diagrammdaten:
- Definition |
- Hilfe

| Entwicklung der Bevölkerungszahl seit 2011 | Entwicklung der Bevölkerungszahl seit 2011 | Entwicklung der Bevölkerungszahl seit 2011 | Entwicklung der Bevölkerungszahl seit 2011 | Entwicklung der Bevölkerungszahl seit 2011 | Entwicklung der Bevölkerungszahl seit 2011 | Entwicklung der Bevölkerungszahl seit 2011 | Entwicklung der Bevölkerungszahl seit 2011 |
| ------------------------------------------ | ------------------------------------------ | ------------------------------------------ | ------------------------------------------ | ------------------------------------------ | ------------------------------------------ | ------------------------------------------ | ------------------------------------------ |
| Jahr                                       | Burg                                       | Herrenhausen                               | Ledeburg                                   | Leinhausen                                 | Marienwerder                               | Stöcken                                    | Gesamt                                     |
| 2011                                       | 3.702                                      | 7.698                                      | 5.985                                      | 2.895                                      | 2.502                                      | 12.188                                     | 34.970                                     |
| 2012                                       | 3.700                                      | 7.813                                      | 6.066                                      | 2.904                                      | 2.482                                      | 12.321                                     | 35.286                                     |
| 2013                                       | 3.716                                      | 8.036                                      | 6.096                                      | 3.008                                      | 2.486                                      | 12.578                                     | 35.920                                     |
| 2014                                       | 3.818                                      | 8.142                                      | 6.122                                      | 3.080                                      | 2.505                                      | 12.779                                     | 36.446                                     |
| 2015                                       | 3.826                                      | 8.153                                      | 6.200                                      | 3.180                                      | 2.464                                      | 12.851                                     | 36.674                                     |
| 2016                                       | 3.842                                      | 8.397                                      | 6.086                                      | 3.213                                      | 2.478                                      | 12.994                                     | 37.010                                     |
| 2017                                       | 3.924                                      | 8.340                                      | 6.167                                      | 3.211                                      | 2.427                                      | 12.902                                     | 36.971                                     |
| 2018                                       | 3.869                                      | 8.412                                      | 6.135                                      | 2.405                                      | 2.423                                      | 13.009                                     | 36.253                                     |
| 2019                                       | 3.758                                      | 8.461                                      | 6.133                                      | 3.510                                      | 2.458                                      | 13.002                                     | 37.322                                     |
| 2020                                       | 3.748                                      | 8.478                                      | 6.413                                      | 3.546                                      | 2.452                                      | 12.906                                     | 37.543                                     |